# Йоганн Турзо
Йоганн Турзо, або Іван Турзо; угор. Thurzó János, словац. Ján T(h)urzo, нім. Johann T(h)urzo; 30 квітня 1437, Левоча, Словаччина — 10 жовтня 1508, Бая-Маре, Румунія) — купець, промисловець з угорського шляхетського роду Турзо фон Бетглемфальва (з Бетлановце).

## Біографія
1463 року осів у Кракові. Як адміністратор угорського короля керував мідними копальнями на теренах Словаччини — в районі Банська Штявниця. Разом з відомим банкіром і промисловцем Якобом Фуґґером заснували три потужні мідеплавильні підприємства в Польщі, Австрії та Німеччині, які переробляли руди з Банської Бистриці й альпійських рудників Фуґґерів задля отримання срібла та міді. Ці металургійні підприємства містились у селищі Могила (під Краковом), у Філласі (Каринтія) та Хоенкірхені (Тюрингія).
У 1477 обійняв посаду бурмістра Кракова і з того ж року аж до смерті був міським райцею (член міської ради).
Відомий також як проектувальник ряду гірничих машин, зокрема шахтного водовідливу та шахтного підйому.
Сприяв діяльності книгодрукаря Швайпольта Фіоля, який у Кракові видав кілька книг руською мовою. Після початку переслідувань друкаря з боку католицького кліру Кракова через звинувачення в «єретицтві» і його ув'язнення вніс за нього 1000 дукатів як заставу, потім сприяв виходу з ув'язнення, отриманню ним міських прав Левочі.